# The Cimarron Kid
The Cimarron Kid is een Amerikaanse western uit 1952 onder regie van Budd Boetticher. In Nederland werd de film destijds uitgebracht onder de titel De bandieten van Cimarron.

## Verhaal
Wanneer Bill Doolin vrijgelaten wordt uit de gevangenis, gaat hij met de trein terug naar huis. Zijn trein wordt overvallen door de Daltonbende. Hij wordt door corrupte spoorwegambtenaren beticht van medeplichtigheid aan die overval.

## Rolverdeling
| Acteur         | Personage            |
| -------------- | -------------------- |
| Audie Murphy   | Bill Doolin          |
| Beverly Tyler  | Carrie Roberts       |
| James Best     | Bitter Creek Dalton  |
| Yvette Duguay  | Cimarron Rose        |
| John Hudson    | Dynamite Dick Dalton |
| Hugh O'Brian   | Red Buck             |
| Roy Roberts    | Pat Roberts          |
| David Wolfe    | Sam Swanson          |
| Noah Beery jr. | Bob Dalton           |
| Leif Erickson  | John Sutton          |
| John Hubbard   | George Weber         |
| Frank Silvera  | Stacey Marshall      |